# Воскресенье (Рязанская область)

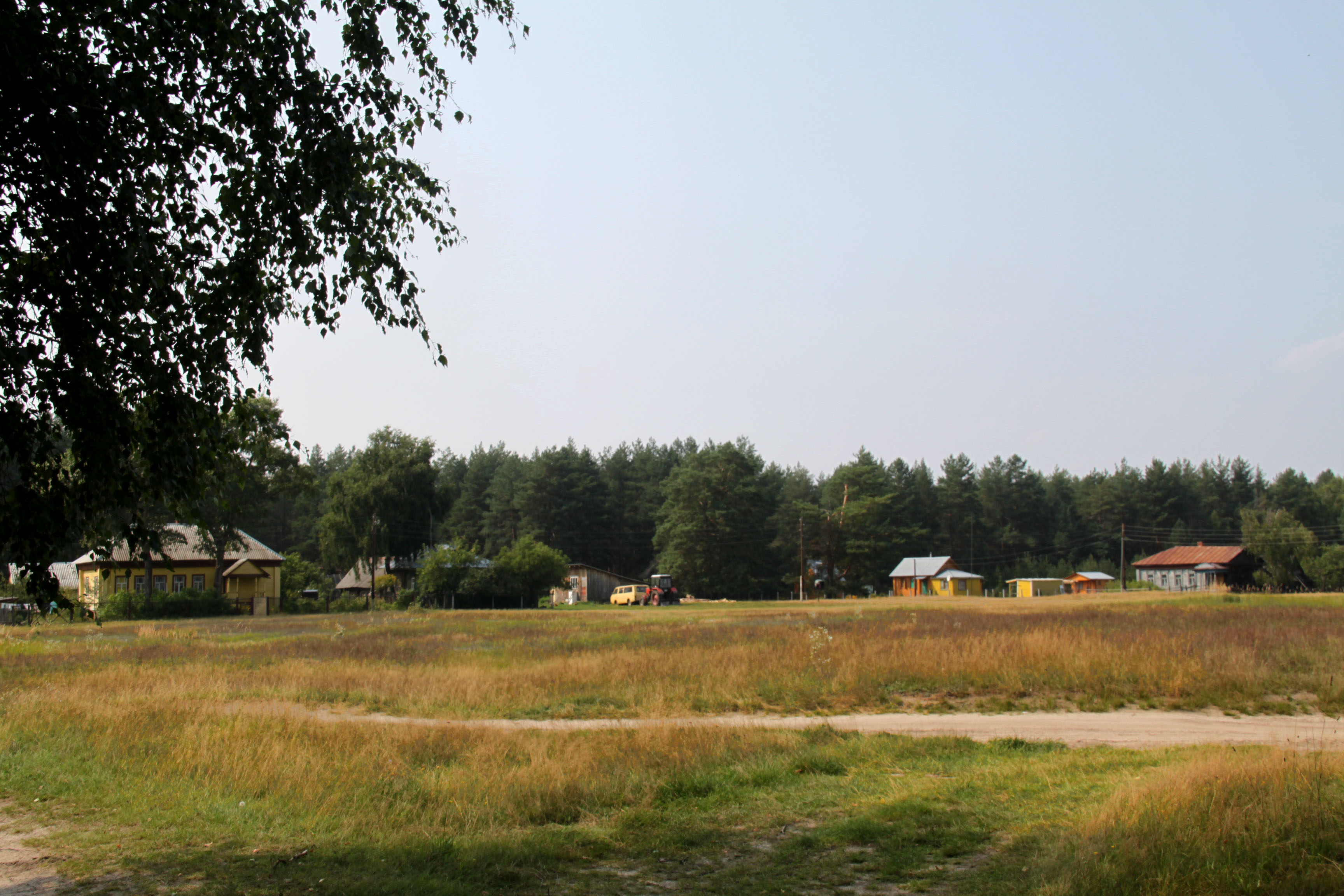

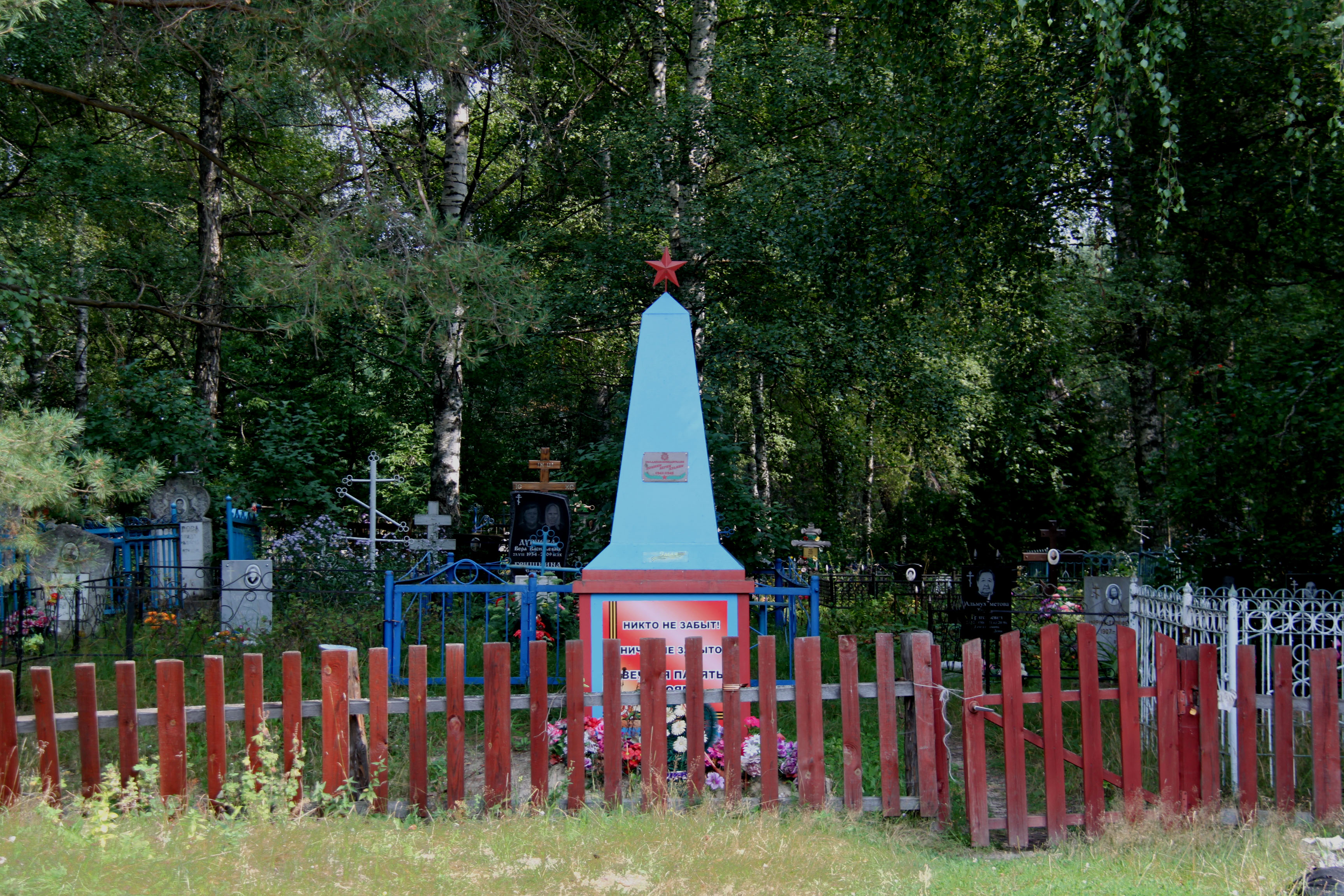
Кладбище

Воскресенье — село в Клепиковском районе Рязанской области, входит в состав Колесниковского сельского поселения.

## География
Село расположено в 9 км на север от центра поселения села Колесниково и в 44 км на юго-восток от райцентра Спас-Клепики.

## История
Располагается возле Гавринского озера. В селе расположено кладбище. Воскресенская Тума в качестве погоста упоминается в писцовых Рязанских книгах 1629 года. На погосте имелась деревянная церковь Воскресения Христова. В 1764 году в селе была построена новая деревянная церковь того же наименования с приделами Покровским и Вознесенским. В 1863 году эта церковь сгорела. В 1864 году была вновь построена и освящена деревянная Воскресенская церковь.
В конце XIX — начале XX века село относилось к Алексеевской волости Касимовского уезда Рязанской губернии. В 1859 году в селе числилось 16 дворов, в 1906 году — 12 дворов.
На 2018 год большую часть строений составляют дачи, которые используются в летний период. Магазина нет. Транспортное сообщение отсутствует. Асфальтовых дорог нет. В село ведут две лесные дороги от деревень Мамасево (далее — на Туму) и Часлово (далее на Уречное и Колесниково).

## Население
| 1859 | 1906 | 2010 |
| ---- | ---- | ---- |
| 89   | ↘57  | ↘1   |